# Буллериан, Ханс
Ханс Буллериан (нем. Hans Bullerian; 28 января 1885, Зондерсхаузен — 29 января 1948, Цойтен) — немецкий композитор и пианист. Сын Рудольфа Буллериана, брат скрипача Эдди Буллериана.

## Биография
Вырос в Москве и Киеве, где дирижировал и преподавал его отец. Учился в Варшавской консерватории (1903—1905) у Александра Михаловского (фортепиано) и Зыгмунта Носковского (теория), затем в Санкт-Петербурге (1905—1908) у Анны Есиповой (фортепиано), А. К. Лядова и Н. А. Римского-Корсакова (композиция) и наконец у Артура Де Грефа в Брюсселе и в Германии у Софи Ментер. С 1913 года жил и работал в Берлине. В 1915 году был удостоен стипендии имени Мендельсона.
Автор оперы «Фридрих Вильгельм фон Штойбен» (1935, на сюжет из жизни прусского офицера фон Штойбена, ставшего одним из создателей армии США), семи симфоний, концерта и ряда камерных пьес для виолончели, музыки к нескольким кинофильмам, включая пропагандистский документальный фильм «Истекающая кровью Германия» (нем. Blutendes Deutschland; 1933). В годы нацистской Германии выступал с агрессивных антисемитских позиций.